# Mielniki (rejon grodzieński)
Mielniki (biał. Мельнікі, ros. Мельники) – wieś na Białorusi, w obwodzie grodzieńskim, w rejonie grodzieńskim, w sielsowiecie Hoża, nad Niemnem, który stanowi tu granicę państwową z Litwą.
W dwudziestoleciu międzywojennym wieś leżała w Polsce, w województwie białostockim, w powiecie grodzieńskim, w gminie Hoża.
Według Powszechnego Spisu Ludności z 1921 roku wieś zamieszkiwało 89 osób, wszystkie były wyznania rzymskokatolickiego i zadeklarowały polską przynależność narodową. Było tu 14 budynków mieszkalnych.
Miejscowość należała do parafii świętych apostołów Piotra i Pawła w Hoży.
Wieś podlegała pod Sąd Grodzki i Okręgowy w Grodnie; najbliższy urząd pocztowy mieścił się w Hoży.